# پلکان گاومیشان
پلکان گاومیشان مربوط به دوره ساسانیان است و در شهرستان دره شهر، واقع شده و این اثر در تاریخ ۹ بهمن ۱۳۸۶ با شمارهٔ ثبت ۲۰۷۱۸ به‌عنوان یکی از آثار ملی ایران به ثبت رسیده است.